# أصير أحسن (ألبوم)
ألبوم أصير أحسن (بالإنجليزية: Aseer Ahsan) هو الألبوم الإستوديو الثاني للمنشد الإسلامي، والفنان الكويتي حمود الخضر، صدر في سنة 2015 من إنتاج تسجيلات أوايكننغ.

## قائمة الأغاني
| #  | عنوان       |
| -- | ----------- |
| 1  | اضحك        |
| 2  | أصير أحسن   |
| 3  | لغات العالم |
| 4  | خله         |
| 5  | هأنذا       |
| 6  | عين         |
| 7  | كن انت      |
| 8  | لعله خير    |
| 9  | نفسها       |
| 10 | قصة العشاق  |

يوجد نسخة بدون موسيقى من ألبوم أصير أحسن

## الأناشيد المصورة
- أول فيديو كليب «كن أنت» صدر في 2 فبراير 2016.
- الفيديو كليب الثاني «هأنذا» صدر في 8 إبريل 2016.

## روابط خارجية
- القناة الرسمية للفنان على اليوتيوب